# Јунадила (Њујорк)
Јунадила (енгл. Unadilla) град је у америчкој савезној држави Њујорк.

## Демографија
По попису из 2010. године број становника је 1.128, што је 1 (0,1%) становника више него 2000. године.
| Група             | 2000.         | 2010.         |
| Белци             | 1.088 (96,5%) | 1.066 (94,5%) |
| Афроамериканци    | 6 (0,5%)      | 12 (1,1%)     |
| Азијати           | 1 (0,1%)      | 8 (0,7%)      |
| Хиспаноамериканци | 12 (1,1%)     | 25 (2,2%)     |
| Укупно            | 1.127         | 1.128         |